# Cherry Valley (Pennsylvanie)
Pour les articles homonymes, voir Cherry Valley.
Cherry Valley est un borough situé au nord du comté de Butler, en Pennsylvanie, aux États-Unis,. En 2010, il comptait une population de 66 habitants.

## Démographie
Lors du recensement de 2010, le borough comptait une population de 66 habitants. Elle est estimée, en 2017, à 69 habitants.

### Source de la traduction
- (en) Cet article est partiellement ou en totalité issu de l’article de Wikipédia en anglais intitulé « Cherry Valley, Pennsylvania » (voir la liste des auteurs).